# Jelena Stichina

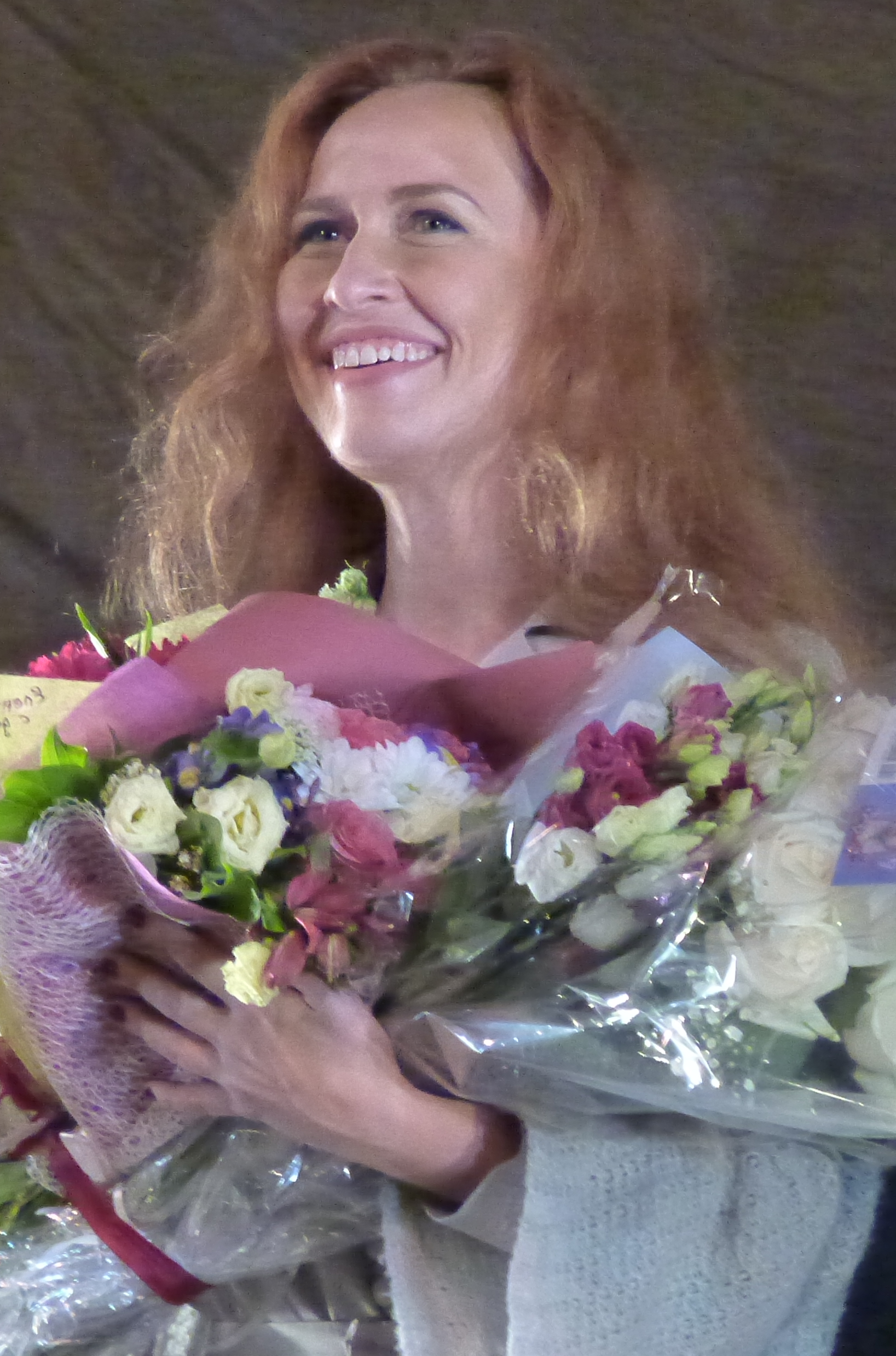
Jelena Stichina am Mariinsky-Theater (2018)

Jelena Stichina (russisch Елена Стихина, wiss. Transliteration Elena Stikhina, * 25. Dezember 1986 in Lesnoi) ist eine russische Opernsängerin (Sopran).

## Leben
Nach einem Klavierstudium an der Musikschule ihrer Heimatstadt Lesnoi studierte Jelena Stichina Gesang am Moskauer Konservatorium sowie von 2012 bis 2014 am Galina-Wischnewskaja-Operngesangszentrum in Moskau. Nach ihrem Studium wurde Stichina 2014 Solistin am Primorski Opern- und Balletttheater in Wladiwostok, ab 2017 Solistin am Mariinski-Theater in Sankt Petersburg.
Stichina hat sich in wenigen Jahren ein umfangreiches Repertoire mit den Schwerpunkten Puccini, Verdi und russische Oper erarbeitet. Seit 2017 tritt sie weltweit an den bedeutendsten Opernhäusern auf. Im Mai 2018 sang sie unter der Leitung von Valery Gergiev im Gasteig und im Festspielhaus Baden-Baden erstmals die Senta in Richard Wagners Fliegendem Holländer. Im April 2019 debütierte Stichina als Cio-Cio-San in Puccinis Madama Butterfly an der Niederländischen Oper in Amsterdam. Bei den Salzburger Festspielen 2019 sang sie in Cherubinis Médée die Titelrolle.

## Repertoire
| Rolle         | Komponist    | Oper                     |
| ------------- | ------------ | ------------------------ |
| Brünnhilde    | Wagner       | Siegfried                |
| Cio-Cio-San   | Puccini      | Madama Butterfly         |
| Desdemona     | Verdi        | Otello                   |
| Donna Leonora | Verdi        | La forza del destino     |
| Elektra       | Mozart       | Idomeneo                 |
| Floria Tosca  | Puccini      | Tosca                    |
| Gutrune       | Wagner       | Götterdämmerung          |
| Micaëla       | Bizet        | Carmen                   |
| Mimi          | Puccini      | La Bohème                |
| Nedda         | Leoncavallo  | Pagliacci                |
| Lady Macbeth  | Verdi        | Macbeth                  |
| Leonora       | Verdi        | Il trovatore             |
| Lisa          | Tschaikowski | Pique Dame               |
| Maliella      | Wolf-Ferrari | I gioielli della Madonna |
| Nedda         | Leoncavallo  | Pagliacci                |
| Salome        | Strauss      | Salome                   |
| Senta         | Wagner       | Der fliegende Holländer  |
| Sieglinde     | Wagner       | Die Walküre              |
| Suor Angelica | Puccini      | Suor Angelica            |
| Tatjana       | Tschaikowski | Eugen Onegin             |
| Aida          | Verdi        | Aida                     |
| Alice Ford    | Verdi        | Falstaff                 |

## Auszeichnungen
- 2014: Erster Preis und Publikumspreis des Internationalen Wettbewerbs Competizione dell’ Opera (Linz, Österreich, 2014)[5]
- 2016: Gewinnerin des Publikumspreises „Beste Sängerin“ und des „Culturarte-Preises“ im Rahmen von Plácido Domingos Operalia Wettbewerb[6]